# Prières de l'ange de Fátima

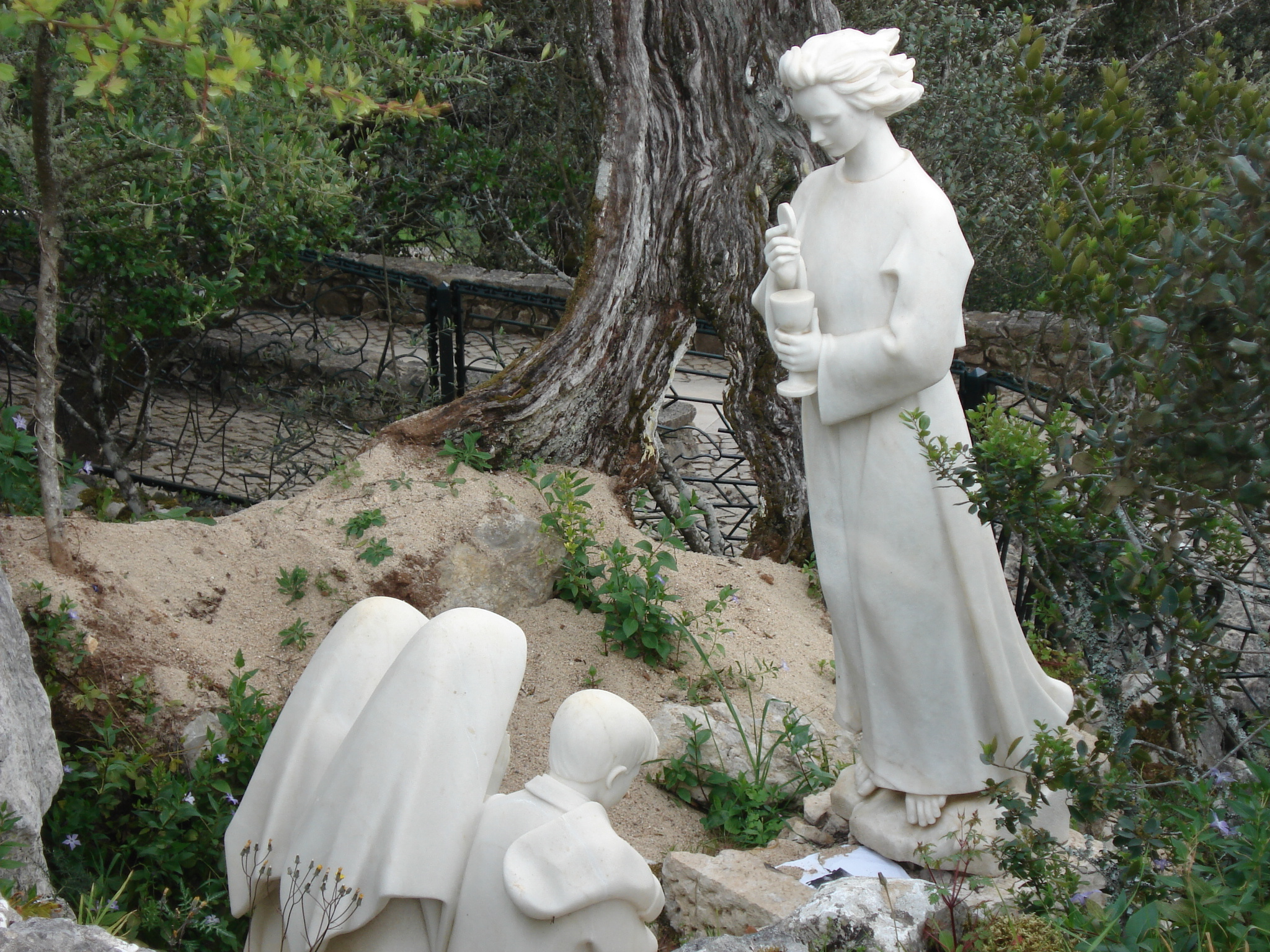
Statue de l'Ange du Portugal sur le lieu des apparitions de Fátima.

Les prières de l'ange de Fátima sont deux prières catholiques, qui auraient été enseignées par l'ange de la Paix en 1916 aux trois petits bergers témoins des apparitions de Notre-Dame de Fátima: Lucie dos Santos, François Marto et Jacinthe Marto. 
Chacune de ces prières est composée de deux phrases.
D'autres prières rapportées par les enfants, et qu'ils ont dit être communiquées par la Vierge Marie sont parfois associées ou confondues avec les prières de l'ange. Ces différentes prières sont toujours connues et diffusées par de nombreux chrétiens, dont des organismes tels que les responsables du sanctuaire de Fátima ou la congrégation Apostolat Mondial de Fatima.

## Textes

### Première prière
Elle aurait été enseignée au printemps 1916 par l'ange lors de sa première apparition, la faisant répéter à trois reprises aux enfants, : 

« Mon Dieu, je crois, j’adore, j’espère et je vous aime. Je vous demande pardon pour ceux qui ne croient pas, qui n’adorent pas, qui n’espèrent pas et ne vous aiment pas. »

### Seconde prière
Elle aurait été enseignée à l'automne 1916 par l'ange lors de sa troisième apparition, la faisant répéter deux fois à trois reprises aux enfants, : 

« Très Sainte Trinité, Père, Fils et Saint-Esprit, je vous adore profondément et je vous offre le très précieux Corps, Sang, Ame et Divinité de Notre Seigneur Jésus-Christ, présent dans tous les tabernacles du monde, en réparation des outrages, sacrilèges et indifférences par lesquelles il est Lui-même offensé. Par les mérites infinis de son Cœur Sacré et du Cœur Immaculé de Marie, je vous demande la conversion des pauvres pécheurs. »

## Historique

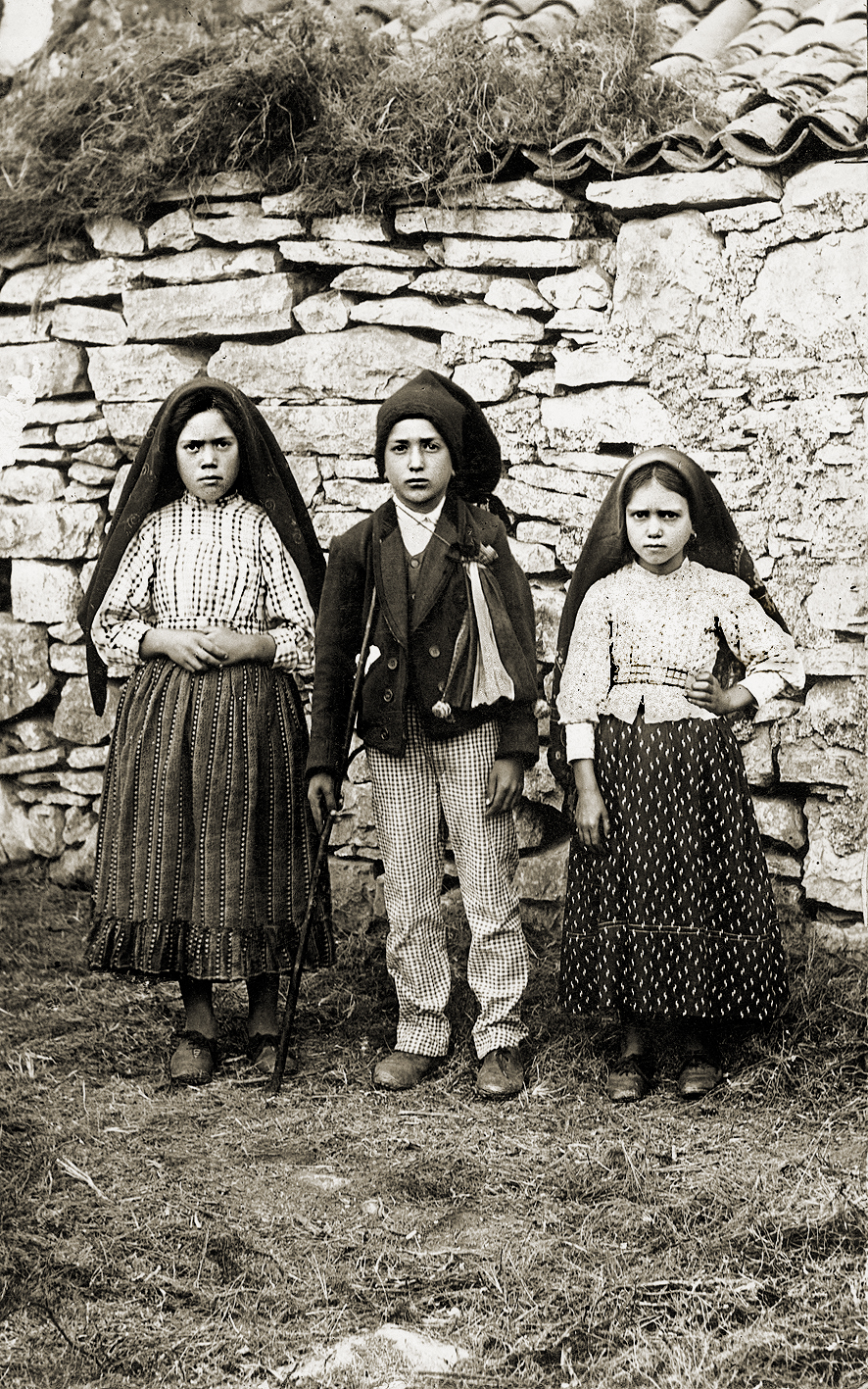
Les trois petits bergers de Fátima: Lucie, François et Jacinthe.

Avant les apparitions de Fátima, les trois bergers de Fátima (Portugal) auraient vu un ange en 1915 (semblable à une statue de neige) et principalement en 1916. Lors de ces apparitions, l'ange leur aurait enseigné deux prières : « les prières de l'ange »,,. La seconde de ces prières devait être dite « en réparation des outrages, sacrilèges et indifférences » qui offensent Jésus présent dans le tabernacle,.
Durant l'année 1917, les enfants disent avoir vu six apparitions de la Vierge Marie (du 13 mai au 13 octobre). Au cours de ces apparitions, la Vierge en Fátima leur aurait également enseigné une prière,.
Les deux phrases de la seconde prière de l'ange se sont répandues dans tout le Portugal (et en dehors), surtout du fait de son utilisation dans le sanctuaire de Fátima. Elles sont essentiellement utilisées lors d'adorations eucharistiques. Cette prière est alors proclamée ou chantée. 
De nombreux sites internet font référence à ces prières.
Plusieurs prières auraient été transmises par les enfants de Fátima à la suite des apparitions, dont certaines « enseignées par l'ange » d'après le témoignage des enfants, d'autres par la Vierge. Ces différentes prières sont parfois associées collectivement et indiquées comme faisant partie de la prière de l'ange.

### Articles liés
- Apparitions mariales de Fátima
- Notre-Dame de Fátima